# Georg Hilmar
Georg Otto Hillmar (Berlino, 14 aprile 1876 – Berlino, 12 dicembre 1911) è stato un ginnasta tedesco.

## Carriera
Partecipò alle gare di ginnastica delle prime Olimpiadi moderne che si svolsero ad Atene nel 1896.
Vinse due medaglie d'oro con la squadra tedesca, nella trave a squadre e nelle parallele a squadre. Prese parte anche alla trave, alle parallele, al volteggio e al cavallo, senza risultati di rilievo. 